# پوادیت
پوادیت (به انگلیسی: Poedit) یک نرم‌افزار آزاد و چندسکویی برای ویرایش کردن کاتالوگ‌های gettext (فایل‌های ‎.po) است که در ترجمه کردن و بومی‌سازی نرم‌افزارها مورد استفاده قرار می‌گیرد. این نرم‌افزار آزاد که تحت پروانه ام‌آی‌تی عرضه می‌شود را می‌توان بر روی یونیکس و با ابزار ویجت جی‌تی‌کی اجرا کرد و هم بر روی مایکروسافت ویندوز و با استفاده از wxWidgets. از جمله قابلیت‌های این برنامه می‌توان به پشتیبانی از یونیکد، غلط‌یاب، جستجوی سریع، جستجو در کدهای منبع برای پیدا کردن رشته‌های متنی قابل ترجمه، کامپایل خودکار فایل‌های ‎.mo، برجسته کردن فضاهای خالی، یکپارچگی با میزکارهای گنوم و کی‌دی‌ئی و … اشاره کرد.